# فتح الباري
فتح الباري بشرح صحيح البخاري ألفه الحافظ ابن حجر العسقلاني وهو من كتب تفسير الحديث وأجمعها في شرح صحيح البخاري. وهو أهم كتب ابن حجر أخذ في جمعه وتأليفه وإملائه وتنقيحه أكثر من خمس وعشرين سنة، حيث ابتدأه في أوائل سنة 817هـ، وعمره آنذاك 44 سنة، وفرغ منه في غرة رجب من سنة 842هـ فجمع فيه شروح من قبله على صحيح البخاري، باسطاً فيه إيضاح الصحيح وبيان مشكلاته، وحكاية مسائل الإجماع، وبسط الخلاف في الفقه والتصحيح والتضعيف واللغة والقراءات، مع العناية الواضحة بضبط صحيح البخاري ورواياته والتنويه على الفروق فيها، حتى زادت موارد الحافظ فيه على (1200) كتاباً من مؤلفات السابقين له.

## التسمية
قام ابن رجب الحنبلي (عبد الرحمن بن أحمد بن رجب) قبل ابن حجر بتأليف كتاب تحت مسمى «فتح الباري» يقوم فيه بشرح أحاديث صحيح البخاري، إلا أنَّه لم يكتمل، حيث مات ابن رجب قبل إكماله.
كما ذكر الشوكاني من جملة مؤلفات مجد الدين الفيروزآبادي - شيخ ابن حجر - كتاب تحت نفس المسمى «فتح الباري في شرح صحيح البخاري» في كتابه البدر الطالع.

## منهج ابن حجر في تأليف الكتاب
يمكن القول إن الكتاب مر بمرحلتين زمنيتين:
- أول 5 سنوات: كان ابن حجر يؤلف الكتاب فيها عن طريق الإملاء.
- بعد ذلك: طريقة الشورى: حيث اجتمع مع بعض طلبة العلم ذوي الاطلاع لتحرير الكتاب، فكان يكتب ما يكتب، ثم يتناقله الطلبة فيما بينهم، ويجتمعون أيضًا في أحد أيام الأسبوع لتصحيح ما كتبوا ومناقشته.[4]

## منهج ابن حجر في كتابه
قام ابن حجر العسقلاني بذكر منهجه في تأليف الكتاب في بدايته، ويمكن تلخيص ذلك بـ:
1. ذكر الباب وحديثه في بداية كل باب، مع ذكر مناسبة الحديث للباب إن كان مبهمًا.
2. استخراج الفوائد المتنية والإسنادية من الحديث، من كشفٍ لبعض الغموض، ومن تتمات وزيادات، وكذلك تصريح التدليس، ومتابعة من سمع عن شيخٍ اختلط، مستخدمًا ف ذلك أمهات المسانيد، والجوامع والمستخرجات والأجزاء والفوائد.
3. كان يقوم بوصل المنقطع من الأحاديث المعلقة والموقوفة.
4. وضَّح كل ما قد يسبب إشكالًا، سواءً من الأسماء أو الأوصاف أو اللفظ الغريب أو غير ذلك.
5. جمع فيه الراجح من الفوائد التي ذكرها الأئمة من قبله حول نفس الحديث، بما فيها من مواعظ وأحكام وآداب، موضحًا ومزيلًا للتعارض ومقتصرًا.
6. كان يختتم كل كتابٍ من كتب «صحيح البخاري» بخاتمة يذكر فيها عدد أحاديث ذلك الكتاب، المرفوعة والموقوفة والمعلقة والمكررة وما وافقه مسلم على تخريجها وما لم يوافقه.
7. ختم كتابه فتح الباري بذكر عدد أحاديث صحيح البخاري بالمكرر موصولًا ومعلقًا، وكذلك غير المكرر منها، وعدد الأحاديث التي وافقه فيها مسلم في صحيحه على تخريجها وغير ذلك من الأحاديث.[6]

## أهمية ومزايا فتح الباري
لكتاب فتح الباري أهمية كبيرة في علم الحديث، وقد مدحه من العلماء السابقون والمعاصرون، ولعلم أهم مزاياه:
1- قام بشرح صحيح البخاري، أهم كُتب الحديث في الإسلام، ويعد أهم شرحٍ له، فرغم أنَّ هنالك علماء قبل ابن حجر قاموا بذلك، وبعده أيضًا، إلا أنه لم يحصل أيٌ من شروحهم على مكانة شرح ابن حجر فتح الباري.
2- اعتمد فيه ابن حجر على أتقن الروايات الواردة في صحيح البخاري، وقد نبه مع ذلك على اختلاف ألفاظ الروايات وعلى الأخطاء التي وردت في النُسخ التي كتبت على صحيح البخاري، من تصحيف وتحريف وسقطٍ وغيرها.
3- قام بجمع طرق كل حديث، مع إيراد ما يتعلق به من شواهد وروايات، مع قيامه بترجيح معنىً ما في حديثٍ ما، أو إعرابٍ ما فيه. وقد ذكر ابن حجر في كتابه أنَّ أولى ما يشرح الحديث بالحديث، فقال: (وأن المتعين على من يتكلم على الأحاديث أن يجمع طرقها، ثم يجمع ألفاظ المتون إن صحت الطرق، ويشرحها على أنه حديث واحد، فإن الحديث أولى ما فسر بالحديث).
4- تصحيح أوهام من قبله ممن شرحوا صحيح البخاري أو استخرجوا عليه أو جمعوا بين الصحيحين أو ألفوا كُتبًا في رجال البخاري أو ترجمه أو تتبع حديثه وغير ذلك مما يتعلق بصحيح البخاري.
5- أضاف فيه ابن حجر بحوث هامة في مسائل وموضوعات متنوعة، كان من الصعب وجودها في كتابٍ آخر.
6- استعان ابن حجر في شرحه بمختلف العلوم، ولم يقتصر على علمٍ واحد أو اثنين فيها، من فقهٍ ولغةٍ ومختلف أنواع علوم الحديث.
7- كثرة المصادر التي اعتمد عليها، فورد في كتابه أسماء كثيرة لعلماء وكتب لم تعد موجودةً الآن.
8- أمضى ابن حجر في تأليف الكتاب 25 سنةً، ومع ذلك فترى المنهج في كتابة وتأليف أبواب الكتاب واحدًا متناسقًا، لم يختلف بين بداية الكتاب ونهايته.

## انتقادات على الكتاب
وجهت بعض الانتقادات إلى كتاب فتح الباري رغم مكانته وقوته وكونه مرجعًا، فمن هذه الانتقادات:
- تأويله بعض صفات الله عز وجل على طريقة الأشاعرة، ومنها ما يتعلق بترجيح أحد أوجه الإعراب، ثم يرجح في موضعٍ آخر وجهًا آخر خلاف ما رجحه في المرة التي تسبقها.

- كان في بعض الأحاديث يشرح مقصد البخاري فقط، ويحيل القارئ ليقرأ تتمة الشرح إن أراد إلى المكان من الكتاب الذي استوفى فيه شرح الحديث، لكن في بعض الأحيان عندما يعود القارئ لذلك المكان لا يجد فيه الشرح المقصود. وقد انتبه ابن حجر لذلك، لكنه توفي قبل تدارك هذا، رحمه الله.

- في مواضع قليلة كان يقوم بتكرار شرح بعض الأحاديث المكررة، فعند تكرار الحديث في موضعٍ آخر يقوم بإعادة الشرح نفسه، فصحيح أنه بذلك لا يحيل القارئ (كما في النقطة أعلاه) إلا أنه يزيد من حجم كتابه، ويخالف منهجه.

## أقوال بعض العلماء في مكانة فتح الباري
قال شمس الدين السخاوي في ذلك: (ولو لم يكن له إلا شرح البخاري لكان كافيًا في علو مقداره، ولو وقف عليه ابن خلدون القائل بأن شرح البخاري إلى الآن دين على هذه الأمة، لقرت عينه بالوفاء والاستيفاء).
وقال في ابن حجر جلال الدين السيوطي: (وصنف التصانيف التي عمَّ النفع بها، كشرح البخاري الذي لم يصنف أحدٌ في الأولين ولا في الآخرين مثله).
وقال فيه أبو ذر بن البرهان الحلبي: (وشَرَحَ البخاري شرحًا عظيمًا، لم يُشرح البخاري مثله، وتلقاه الناس بالقبول، وسارعوا إلى كتابته وقراءته عليه، وطلبه ملوك الآفاق في بلادهم).
وقال فيه أبو الفضل بن الشحنة القاضي الحنفي: (وألف في فنون الحديث كتبًا عجيبة، أعظمها شرح البخاري، وعندي أنه لم يشرح البخاري أحدٌ مثله، فإنَّه أتى فيه بالعجائب والغرائب، أوضحه غاية الإيضاح، وأجاب عن غالب الاعتراضات، ووجه كثيرًا مما عجز غيره عن توجيهه).
وقال فيه علماء آخرون كثيرون.